# Un momento
Un momento è una canzone electropop e synthpop della cantante rumena Inna e il terzo singolo estratto dal suo secondo album in studio. Una versione demo remixata è stata anche pubblicata come bonus track dell'edizione spagnola del suo album di debutto Hot. La canzone è stata scritta e prodotta dai collaboratori permanenti di Inna Play & Win, mentre le parti in spagnolo dal DJ, remixer e produttore Juan Magán. La canzone ha debuttato ufficialmente il 18 luglio 2011. È la prima volta che Inna canta testi in spagnolo.
Il 28 giugno 2010, sul suo sito ufficiale Inna ha annunciato che due nuove canzoni dal titolo Sun is Up e Un Momento (con Juan Magan), entrambe scritte e prodotte dai Play & Win, sarebbero dovute essere pubblicate insieme come una "Hit Summer Pack". Ma mentre Sun is Up è stata messa in anteprima su Kiss FM il 29 giugno 2010, il demo di due minuti di Un Momento è stata pubblicata più tardi ed è apparsa su YouTube il 2 settembre 2010.
Il 5 settembre il sito web di Inna ha confermato che "Un Momento" è una bonus track della versione spagnola del suo album di debutto Hot, il quale è stato pubblicato il 28 settembre 2010. Il 18 luglio un re-worked del brano è stato pubblicato su iTunes in Francia e su YouTube, con una nuova copertina ed è stato ufficializzato come terzo singolo dal nuovo disco della cantante.

## Video musicale
Il singolo è accompagnato da un video musicale, girato a "Palma de Mallorca", nelle Isole Baleari in Spagna. Il video è stato caricato sul canale YouTube di Inna il 9 agosto 2011. Nella scena di apertura del video, Inna guida un'auto e si ferma sul mattone di una strada per lasciare che il ragazzo accanto a lei urini, ma alla fine lo lascia in strada andandosene via. Successivamente, la cantante entra in una stanza e osserva varie fotografie sparse su un letto insieme ad altre tre ragazze. Il video procede sempre con Inna e le sue amiche che passeggiano sulle strade di Palma di Maiorca e interagiscono con le persone, vanno pure in bicicletta, ed anche su uno yacht scattando delle foto, in più è presente una scena sempre di loro che guardando qualcuno farsi un tatuaggio con su scritto: "CLUB ROCKER". Il video musicale è stato accolto con una risposta positiva dai critici.

## Tracce
- Spagna Bonus Track Release (2010)[9]

1. Un Momento (Extended Version) [feat. Juan Magan] - 4:31

- Romania e Francia Airplay Release (2011)[10]

1. Un Momento (Play & Win Radio Edit) [feat. Juan Magan] - 3:24

- Francia CD Single (2011)[11]

1. Un Momento (Play & Win Radio Edit) [feat. Juan Magan] - 3:24
2. Un Momento (Ivan Kay Old School Mix) [feat. Juan Magan] - 3:13
3. Un Momento (Extended Version) [feat. Juan Magan] - 4:31
4. Un Momento (Tony Zampa Tools Mix) [feat. Juan Magan] - 7:24

- Messico e Nuova Zelanda Remixes Digital Download (2011)[12][13]

1. Un Momento (Play & Win Radio Edit) - 3:23
2. Un Momento (Play & Win Radio Edit) [feat. Juan Magan] - 3:24
3. Un Momento (Audiodish Remix) [feat. Juan Magan] - 5:50
4. Un Momento (Pulserockerz Remix) [feat. Juan Magan] - 4:10
5. Un Momento (Diakar Remix) [feat. Juan Magan] - 3:41
6. Un Momento (Diakar Extended Remix) [feat. Juan Magan] - 5:32
7. Un Momento (Tony Zampa Edit) [feat. Juan Magan] - 2:50
8. Un Momento (Tony Zampa Tools Mix) [feat. Juan Magan] - 7:24
9. Un Momento (Ivan Kay Old School Mix) [feat. Juan Magan] - 3:13
10. Un Momento (Ivan Kay Drill Mix Radio Edit) [feat. Juan Magan] - 3:31
11. Un Momento (Ivan Kay Extended Drill Mix) [feat. Juan Magan] - 4:45
12. Un Momento (Jrmx Club) [feat. Juan Magan] - 7:56
13. Un Momento (Jrmx Edit) [feat. Juan Magan] - 3:39
14. Un Momento (Timmy Rise & Barrington Lawrence Dirty Remix) [feat. Juan Magan] - 6:54

- UK Digital Download (2011)[14]

1. Un Momento (UK Radio Edit) - 2:29
2. Un Momento (Radio Edit) - 3:23
3. Un Momento (Hi Def Radio Edit) - 3:13
4. Un Momento (Hi Def Mix) - 5:29
5. Un Momento (7th Heaven Radio Edit) - 3:23
6. Un Momento (7th Heaven Club Mix) - 7:22

- UK CD Single Promo (2011)[11]

1. Un Momento (Radio Edit) - 3:23
2. Un Momento (UK Radio Edit) - 2:29
3. Un Momento (Hi Def Radio Edit) - 3:13
4. Un Momento (Hi Def Mix) - 5:29
5. Un Momento (7th Heaven Radio Edit) - 3:23
6. Un Momento (7th Heaven Club Mix) - 7:22
7. Un Momento (Play & Win Radio Edit) [feat. Juan Magan] - 3:24
8. Un Momento (Extended Version) [feat. Juan Magan] - 4:31
9. Un Momento (Jrmx Club) [feat. Juan Magan] - 7:56
10. Un Momento (Audiodish Remix) [feat. Juan Magan] - 5:50
11. Un Momento (Diakar Remix) [feat. Juan Magan] - 3:41
12. Un Momento (Ivan Kay Drill Mix Radio Edit) [feat. Juan Magan] - 3:31
13. Un Momento (Timmy Rise & Barrington Lawrence Dirty Remix) [feat. Juan Magan] - 6:54
14. Un Momento (Tony Zampa Tools Mix) [feat. Juan Magan] - 7:24

## Classifiche
Il brano inoltre fa il suo ingresso nella classifica ufficiale statunitense redatta dalla rivista Billboard nella categoria "Mexican Espanol Airplay" alla posizione numero 64 per il Messico.
| Classifica (2010/2011) | Posizione massima |
| ---------------------- | ----------------- |
| Belgio (Fiandre)       | 62                |
| Belgio (Vallonia)      | 31                |
| Francia                | 42                |
| Italia                 | 88                |
| Paesi Bassi            | 98                |
| Polonia                | 48                |
| Romania                | 12                |
| Russia                 | 64                |
| Slovacchia             | 4                 |
| Spagna                 | 46                |
| Turchia (Top 20)       | 10                |

### Classifiche di fine anno
| Classifica (2011) | Posizione |
| ----------------- | --------- |
| Romania           | 70        |

## Pubblicazione
| Nazione       | Data              | Formato                    | Etichetta         |
| ------------- | ----------------- | -------------------------- | ----------------- |
| Spagna        | 9 settembre 2010  | Bonus Track                | Roton Romania     |
| Francia       | 18 luglio 2011    | Digital Download           | Roton Romania     |
| Romania       | 18 luglio 2011    | Airplay                    | Roton Romania     |
| Cile          | 31 luglio 2011    | Digital Download           | Ultra Records     |
| Francia       | 15 agosto 2011    | CD Singolo                 | Airplay Records   |
| Messico       | 26 agosto 2011    | Remixes — Digital Download | +Mas Label / EMPO |
| Italia        | 21 settembre 2011 | Digital Download           | Do It Yourself    |
| Nuova Zelanda | 15 ottobre 2011   | Digital Download           | Central Station   |
| Regno Unito   | 23 ottobre 2011   | Digital Download           | 3Beat             |
| Regno Unito   | 23 ottobre 2011   | CD Singolo Promo           | 3Beat             |